# 朝比奈信良
朝比奈 信良（あさひな のぶよし）は、戦国時代の武将。朝比奈信置の嫡子。

## 経歴
諱の「信」は甲斐武田氏の偏諱。天正3年（1575年）朝比奈氏の嫡流朝比奈泰茂より名跡を譲られる。天正8年（1580年）父の信置と共に駿河持船城に在番。天正9年（1581年）父より家督を継ぎ、右兵衛大夫を称した。天正10年（1582年）2月、武田征伐が始まると、2月に信良は持船城より敗走したが、武田家が滅亡すると織田信長により信濃国諏訪において処刑された。子の良保は信良が没した年に生まれ、はじめ跡部勝資の弟の昌秀の養子となり、のち勝資の孫娘（和田信業娘）を娶った。

## 系譜
- 父：朝比奈信置（?-1582）
- 母：不詳
- 正室：跡部勝資の娘
- 生母不明の子女
  - 男子：朝比奈良保（1582-?） - 跡部昌秀の養子